# Charaxes freyi
Charaxes freyi är en fjärilsart som beskrevs av Brancsik 1891. Charaxes freyi ingår i släktet Charaxes och familjen praktfjärilar. Inga underarter finns listade i Catalogue of Life.